# Mohawkové
Mohawkové (Onondowahgah) nebo též „Lidé křemene“ jsou jedni z původních obyvatel Severní Ameriky. Je to kmen, který se kolem 16. století přidal do tzv. Irokézské ligy – uskupení pěti, později šesti, kmenů s podobnou kulturou, jazykem atd. Tím, že se přidali k lize, museli změnit některé své zvyky – například zříct se kanibalismu. Zakladatelé ligy, Hiawatha a Deganawida, tento zvyk zakázali. Jejich území se nachází nejvýchodněji ze všech ostatních kmenů Ligy a také jsou označováni jako „strážci východní brány (kmenového domu)“. Mohawkové pocházejí původem z Mohawkského údolí (Mohawk Valley): sever státu New York, jih provincie Québec a východ provincie Ontario. Jejich území se nyní nachází kolem jezera Ontario a řeky sv. Vavřince – malý pozůstatek někdejšího území, které sahalo až k řece Mohawk na severu, Zeleným horám Vermontu na západu a na jih od řeky sv. Vavřince. Na západě hraničilo s územím kmene Oneidů.